# Bert Vuijsje

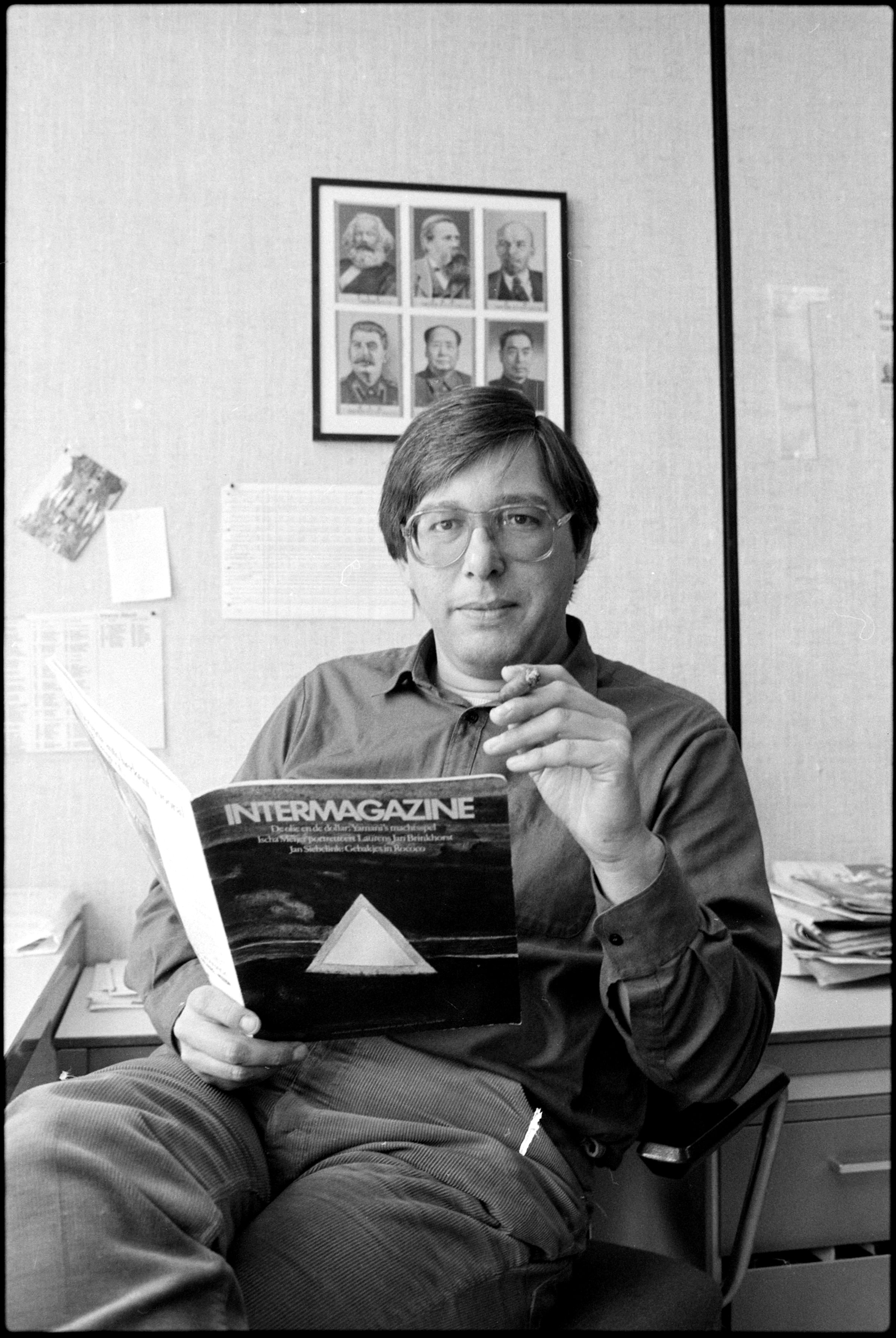
Bert Vuijsje, A'dam 1981

Albert (Bert) Vuijsje (Amsterdam, 13 april 1942) is een Nederlands journalist en schrijver.

## Loopbaan
Vuijsje was actief in de Studentenvakbeweging (SVB). Hij begon zijn journalistieke carrière in 1967 als verslaggever van Het Parool. Tussen 1969 en 1981 was hij in diverse functies werkzaam bij de Haagse Post. Daarna was hij onder meer hoofdredacteur van Intermagazine en adjunct-hoofdredacteur van de Volkskrant (1985-1996). Van 1996 tot 2000 was Vuijsje hoofdredacteur van HP/De Tijd.
Vanaf 2001 was hij 17 jaar lang als praktijkdocent verbonden aan de masteropleiding journalistiek van de UvA.
Vuijsje schrijft sinds 1962 over jazz, is onder meer medewerker van het blad Jazzism en was (co-)presentator van de NPS-radioprogramma's Jazzkotabel en Bebop Business.
Hij is ook medewerker van Jazz Bulletin (kwartaalblad van het Nederlands Jazz Archief) en co-producer van de cd-series Jazz at the Concertgebouw en Treasures of Dutch Jazz, die het NJA uitbrengt en die sinds 2012 driemaal werden bekroond met een Edison voor de beste historische jazzproductie.
In 2005 kreeg hij de Pierre Bayle-prijs voor muziekkritiek en in 2013 ontving hij de Jazz Media Award voor bijzondere jazzjournalistieke prestaties.

## Familie
Bert Vuijsje is de vader van Alex Vuijsje en de auteur Robert Vuijsje, en de broer van socioloog Herman Vuijsje. Robert en Alex stammen uit zijn eerste huwelijk met Sheila Gogol (1942-2022), dat in 1978 eindigde. Zijn tweede vrouw is, sinds 1981, Marianne Bernard (1946).